# Équipe d'Australie de football à la Coupe du monde 2006
L'équipe d'Australie de football s'est qualifiée pour la Coupe du monde 2006 de football en Allemagne. Elle a affronté le Japon le 12 juin, le Brésil le 18 juin, la Croatie le 23 juin et a été éliminée en 1/8e de finale par le futur champion, l'Italie, le 26 juin.

## Maillot
Le maillot de l'équipe d'Australie est fourni par l'équipementier Nike.
| Couleurs | Jaune et vert |
| Marque   | Nike          |
| Domicile | Extérieur     |

## Effectif
Le sélectionneur néerlandais, Guus Hiddink, a annoncé une liste composée de vingt-trois joueurs pour le mondial.
| Numéro / Nom | Numéro / Nom             | Club                      | Date de naissance | J.              | Buts            |                 |                 |                 |
| Gardiens de but | Gardiens de but          | Gardiens de but           | Gardiens de but   | Gardiens de but | Gardiens de but | Gardiens de but | Gardiens de but | Gardiens de but |
| --- | ------------------------ | ------------------------- | ----------------- | --------------- | --------------- | --------------- | --------------- | --------------- |
| 1 | Mark Schwarzer           | Middlesbrough             | 06.10.1972        | 3               | 0               | 0               | 0               | 0               |
| 12 | Ante Covic               | Hammarby IF               | 13.06.1975        | 0               | 0               | 0               | 0               | 0               |
| 18 | Zeljko Kalac             | Milan AC                  | 16.12.1972        | 1               | 0               | 0               | 0               | 0               |
| Défenseurs |                          |                           |                   |                 |                 |                 |                 |                 |
| 2 | Lucas Neill              | Blackburn Rovers          | 09.03.1978        | 4               | 0               | 0               | 0               | 0               |
| 3 | Craig Moore              | Newcastle United          | 12.12.1975        | 4               | 1               | 1               | 0               | 0               |
| 6 | Tony Popovic             | Crystal Palace            | 04.07.1973        | 1               | 0               | 0               | 0               | 0               |
| 16 | Michael Beauchamp        | Central Coast Mariners FC | 08.03.1981        | 0               | 0               | 0               | 0               | 0               |
| 22 | Mark Milligan            | Sydney FC                 | 04.08.1985        | 0               | 0               | 0               | 0               | 0               |
| Milieux de terrain |                          |                           |                   |                 |                 |                 |                 |                 |
| 4 | Tim Cahill               | Everton                   | 06.12.1979        | 3               | 2               | 2               | 0               | 0               |
| 5 | Jason Culina             | PSV Eindhoven             | 05.08.1980        | 4               | 0               | 1               | 0               | 0               |
| 7 | Brett Emerton            | Blackburn Rovers          | 22.02.1979        | 3               | 0               | 2               | 1               | 0               |
| 8 | Josip Skoko              | Wigan Athletic            | 10.12.1975        | 0               | 0               | 0               | 0               | 0               |
| 11 | Stan Lazaridis           | Birmingham City           | 16.08.1972        | 0               | 0               | 0               | 0               | 0               |
| 13 | Vincenzo Grella          | Parme FC                  | 05.10.1979        | 4               | 0               | 2               | 0               | 0               |
| 14 | Scott Chipperfield       | FC Bâle                   | 30.12.1975        | 4               | 0               | 0               | 0               | 0               |
| 20 | Luke Wilkshire           | Bristol City              | 02.08.1981        | 2               | 0               | 1               | 0               | 0               |
| 21 | Mile Sterjovski          | FC Bâle                   | 27.05.1979        | 3               | 0               | 0               | 0               | 0               |
| 23 | Marco Bresciano          | Parme FC                  | 11.02.1980        | 4               | 0               | 0               | 0               | 0               |
| Attaquants |                          |                           |                   |                 |                 |                 |                 |                 |
| 9 | Mark Viduka              | Middlesbrough             | 09.10.1975        | 4               | 0               | 0               | 0               | 0               |
| 10 | Harry Kewell             | Liverpool                 | 22.09.1978        | 3               | 1               | 0               | 0               | 0               |
| 15 | John Aloisi              | Deportivo Alavés          | 05.02.1976        | 3               | 1               | 1               | 0               | 0               |
| 17 | Archie Thompson          | PSV Eindhoven             | 23.10.1978        | 0               | 0               | 0               | 0               | 0               |
| 19 | Joshua Kennedy           | Dynamo Dresde             | 20.08.1982        | 2               | 0               | 0               | 0               | 0               |
| Sélectionneur |                          |                           |                   |                 |                 |                 |                 |                 |
| | Guus Hiddink ( Pays-Bas) | PSV Eindhoven             | 08.11.1946        |                 |                 |                 |                 |                 |
| Réserve Joueurs qui n'ont pas participé au stage d'entraînement mais qui pouvaient faire office de remplaçants jusqu'au 12 juin |                          |                           |                   |                 |                 |                 |                 |                 |
| Non communiquée |                          |                           |                   |                 |                 |                 |                 |                 |